# Dean Wade
Dean Jackson Wade, född 20 november 1996 i Wichita i Kansas, är en amerikansk professionell basketspelare (PF) som spelar för Cleveland Cavaliers i National Basketball Association (NBA).
Han blev aldrig NBA-draftad.
Innan Wade blev proffs studerade han vid Kansas State University och spelade för deras idrottsförening Kansas State Wildcats.